# Sylvia Bruns

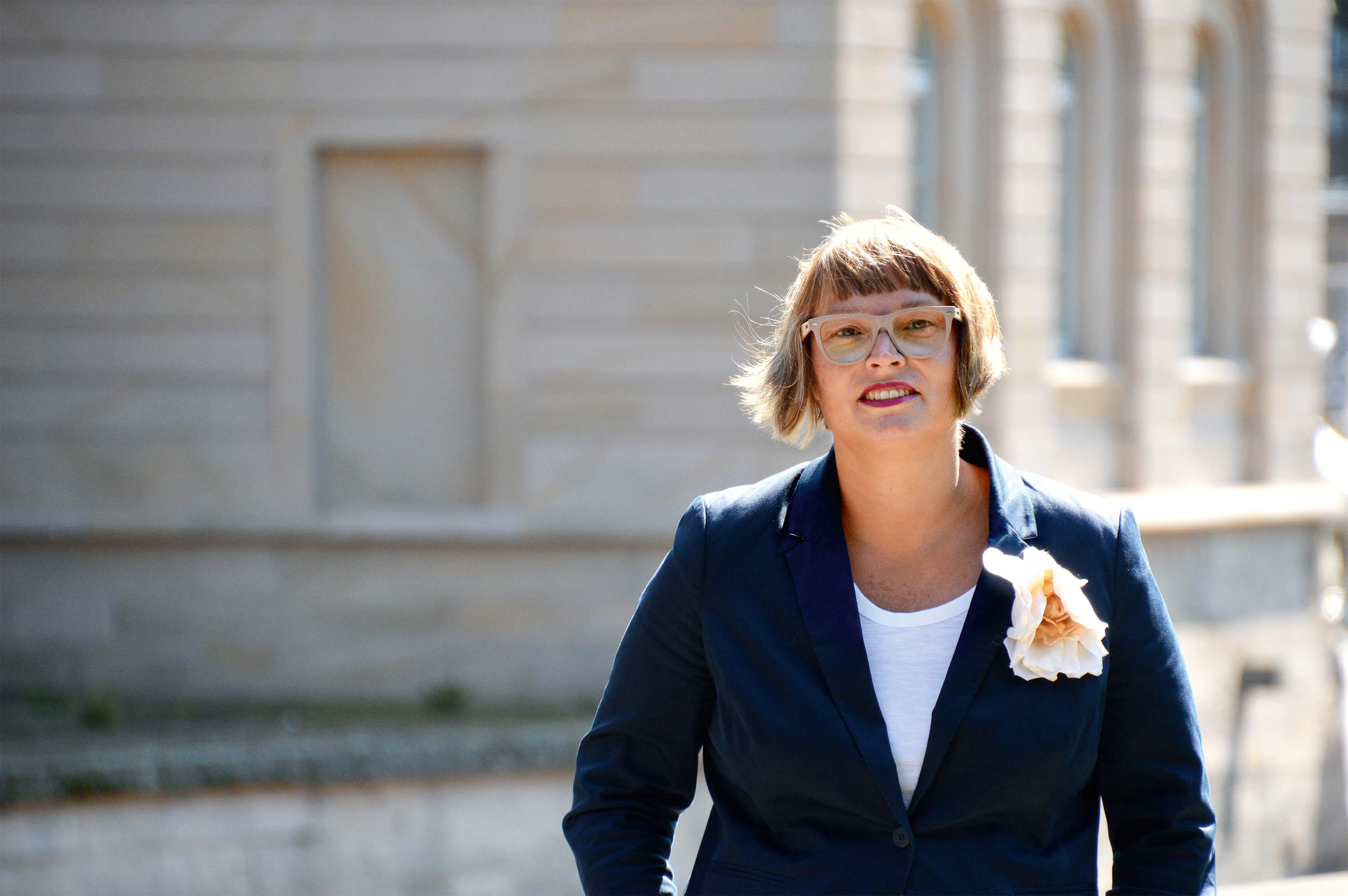
Sylvia Bruns (2017)

Sylvia Bruns (* 8. April 1969 in Hannover) ist eine deutsche Politikerin (FDP) und Dezernentin für Soziales und Integration in der Stadtverwaltung Hannover. Sie war von 2013 bis 2020 Abgeordnete des Niedersächsischen Landtages.

## Leben
Nach dem Abitur 1988 absolvierte sie ein Magisterstudium der Politikwissenschaften, Volkswirtschaftslehre und öffentliches Recht in Braunschweig.
Von 2003 bis 2005 war sie jugendpolitische Bildungsreferentin in der Theodor-Heuss-Akademie in Gummersbach, von 2005 bis zu ihrer Wahl in den Landtag 2013 Geschäftsführerin der Rudolf-von-Bennigsen-Stiftung und Regionalbüroleiterin Hannover der Friedrich-Naumann-Stiftung für die Freiheit für die Länder Niedersachsen und Bremen.
Sie ist verheiratet und hat 2 Kinder.

## Politik
Bruns ist seit 1997 Mitglied der FDP und derzeit Vorsitzende des FDP-Bezirksverbandes Hannover-Hildesheim, stellvertretende Landesvorsitzende sowie Mitglied im Bundesvorstand der FDP.
Von 2011 bis 2016 war Bruns Mitglied des Rates der Landeshauptstadt Hannover und stellvertretende Vorsitzende der FDP-Stadtratsfraktion.
Von 2013 bis November 2020 war Sylvia Bruns Mitglied des Niedersächsischen Landtages. Für sie rückte Lars Alt nach. 
Im Oktober 2020 wurde Sylvia Bruns zur Sozialdezernentin der Landeshauptstadt Hannover gewählt.